# Kvinnan i det låsta rummet
Kvinnan i det låsta rummet är en svensk-dansk-finländsk-norsk dramaserie i tre delar från 1998 i regi av Leif Magnusson. I rollerna ses bland andra Rolf Lassgård, Bergljót Árnadóttir och Lena Mossegård.

## Handling
Arbetslöse Axel (Rolf Lassgård) svartjobbar i en lägenhet. Linnéa (Lena Mossegård) som bor där har helt isolerat sig från omvärlden.

## Rollista
- Rolf Lassgård – Axel Hellner
- Bergljót Arnadóttir – Mona
- Lena Mossegård – Linnea
- Tomas Köhler – Jens
- Claes Ljungmark – Frank
- Gunilla Abrahamsson – Fru Waern
- Martin Aliaga – gängledare
- Inga-Lill Andersson – sekreterare
- Adelaida Arias – fru Hamadi
- Richard Asker – läkare
- Susanne Barklund – Ingrid Linder
- Gustaf Bartfay – polistekniker
- Camal Ben-Hamou – Sikhen Abue
- Hans Bendrik – gråtande man
- Jacob Ericksson – Roffe
- Jonas Falk – Kjellson
- Lars Fransson – Magnus
- Björn Granath – Erik Bauer
- Lena T. Hansson – baglady
- Thomas Hedengran – man
- Inger Holmstrand – Judit
- Leif Liljeroth – Göransson
- Rolf Lydahl – Jan Sterner
- Ingela Olsson – Ingela
- Ann Petrén – Green
- Lasse Petterson – Melker
- Anna Pettersson – Axels mor
- Victor Sandberg – Johan
- Per Svensson – säkerhetsvakt
- Johanna Sällström – Linnea Waern
- Tomas Tivemark – polis
- Anna von Bredow – Jenny Linder
- Sven-Åke Wahlström – polis
- Maria Weisby – Åse Sterner

## Om serien
Kvinnan i det låsta rummet producerades av Sveriges Television AB, Danmarks Radio, Finlandssvenska Televisionen och Norsk Rikskringkasting. Serien spelades in med Nick Tebbet som fotograf efter ett manus av Ulf Ryberg. Musiken komponerades av Hans Åkerhjelm och Conny Malmqvist och serien klipptes av Morten Giese och Jesper W. Nielsen. Den sändes första gången i Sveriges Television mellan den 10 april och 24 april 1998 i tre 60-minuterslånga avsnitt.
Serien har belönats med flera priser. Regissören Magnusson belönades med en Sammy 1998 och Lena Mossgård med pris för bästa skådespelerska vid Monte-Carlo Television Festival i Monaco 1999. Kvinnan i det låsta rummet blev också vald till bästa TV-serie vid en festival i Reims 2000.